# Clytocera
Clytocera es un género de escarabajos longicornios.

## Especies
- Clytocera assamensis Viktora & Tichy, 2017
- Clytocera anhea Gressitt & Rondon, 1970
- Clytocera chionospila Gahan, 1906
- Clytocera gujaratensis Viktora & Tichy, 2017
- Clytocera luteofasciata Gressitt & Rondon, 1970
- Clytocera montensis Gressitt & Rondon, 1970
- Clytocera pilosa Gressitt & Rondon, 1970
- Clytocera taiwanensis Hayashi, 1974